# Renardo Green
Renardo Green (Orlando, 9 novembre 2000) è un giocatore di football americano statunitense che milita nel ruolo di cornerback per i San Francisco 49ers della National Football League (NFL).

## Carriera universitaria
Green al college giocò a Florida State dal 2019 al 2023 come cornerback e come safety. Nella sua carriera nel college football disputò 53 partite con 148 tackle e un intercetto. Nel finale della stagione 2023 optò per non prendere parte all’Orange Bowl e di passare tra I professionisti.

## Carriera professionistica

### San Francisco 49ers
Green fu scelto nel corso del secondo giro (64º assoluto) del Draft NFL 2024 dai San Francisco 49ers. Debuttò come professionista subentrando nel Monday Night Football del primo turno contro i New York Jets mettendo a segno un placcaggio. Nella settimana 6 mise a segno il primo intercetto in carriera su Geno Smith nella vittoria esterna sui Seattle Seahawks. La sua prima stagione si chiuse con 61 tackle, un intercetto, un fumble forzato e 13 passaggi deviati disputando tutte le 17 partite, di cui 7 come titolare.